# Liliana Trujillo
Liliana Paula Trujillo Turín (Lima, 24 de abril de 1970) es una actriz y presentadora peruana. Es conocida por sus papeles como Rosa Chumbe en la película homónima Rosa Chumbe, doña Vicky en la telenovela Solo una madre y Yolanda Ruiz en la también telenovela Luz de luna.

## Biografía
Estudió actuación en la Escuela de Teatro de la Universidad Católica del Perú (1989-1992). En 1994, realizó el Taller de Actuación con Alberto Isola. Entre otros profesores están Teresa Ralli, Mirella Carbone y Pepe Bárcenas.
Licenciada en la carrera de Educación Inicial de la UNIFE.
En teatro, realizó la obra Caricias de Segi Belbel bajo la dirección de Miguel Iza y la obra Occidente bajo la dirección de Gilbert Rouviere.
Microteatro: La Institutriz bajo la dirección de July Naters.
Ha participado en películas como Paloma de Papel, Tarata y Lima 13 de Fabrizio Aguilar. Ojos que no ven y Mariposa Negra de Francisco Lombardi. NN de Héctor Gálvez y en Rosa Chumbe ganadora del XIX Festival de Cine de Lima y en abril de 2016, ganadora del premio BAFICI a mejor actriz.
Su carrera en Televisión comenzó con Los de Arriba y los de Abajo de Eduardo Adrianzen y Michell Gómez. Siguió luego Los Unos y los Otros, Todo se compra Todo se vende y Tribus de la calle. Con la productora Del Barrio, participó en Chacalón, Dina Paucar II y la Reina de las Carretillas. En el 2015 y 2016, grabó Nuestra Historia y la miniserie El Regreso de Lucas.

## Filmografía

### Televisión

#### Series y telenovelas
| Año       | Título                                        | Personaje                                          | Notas                                 | Ref.  |
| --------- | --------------------------------------------- | -------------------------------------------------- | ------------------------------------- | ----- |
| 1994–1995 | Los de arriba y los de abajo                  | Ninfa                                              |                                       |       |
| 1995      | Los unos y los otros                          | María Augusta                                      |                                       |       |
| 1996      | Tribus de la calle                            |                                                    |                                       |       |
| 1997      | Todo se compra, todo se vende                 |                                                    |                                       |       |
| 1998      | Amor serrano                                  | Carmela                                            | Rol recurrente                        |       |
| 2001      | Sarita Colonia                                |                                                    |                                       |       |
| 2002–2003 | Qué buena raza                                | Lorenza                                            | Rol recurrente                        |       |
| 2005      | Chacalón: El ángel del pueblo                 | Olimpia Quispe                                     |                                       |       |
| 2007      | Baila Reggaeton                               | Prudencia                                          |                                       |       |
| 2008      | Los del barrio                                |                                                    | Rol secundario                        |       |
| 2008      | Dina Paucar, el sueño continua                | América Flores                                     | Rol antagónico principal              |       |
| 2008–2009 | Magnolia Merino, la historia de un mounstruo  | Aida                                               |                                       |       |
| 2009      | Clave uno: Médicos en alerta                  | Paciente                                           | Rol de invitada especial              |       |
| 2011      | Ana Cristina                                  | Antonia "Toña"                                     | Rol recurrente                        |       |
| 2011–2012 | Corazón de fuego                              | Betty Solís                                        | Rol secundario                        |       |
| 2012–2013 | La reina de las carretillas                   | Doralisa Chauca                                    | Rol secundario                        |       |
| 2013      | Derecho de familia                            | Mirtha                                             | 1 episodio                            |       |
| 2014      | Comando Alfa                                  |                                                    |                                       |       |
| 2015      | Somos family                                  | Rosaura                                            | Rol principal                         |       |
| 2015–2016 | Nuestra historia                              | Prudencia de Huamán                                | Rol protagónico                       |       |
| 2016      | Amores que matan                              | Mónica                                             | Rol principal (Episodio: Myriam)      |       |
| 2016–2017 | El regreso de Lucas                           | Carmen                                             | Rol secundario                        |       |
| 2017      | Solo una madre                                | Doña Victoria "Vicky" Tejada Salazar de Berreta    | Rol antagónico principal              |       |
| 2017      | Cumbia Pop 2030 (Piloto)                      | Carmen León Seminario                              | Rol Secundario                        |       |
| 2018      | Cumbia Pop Vol. 1                             | Carmen León Seminario                              | Rol secundario                        |       |
| 2018      | Ojitos hechiceros: Cantando con el corazón    | Berenice García Tinoco de López / Vda. de Gallardo | Rol principal                         |       |
| 2018      | Caballero nomás                               | Amalia / Dulcinea                                  |                                       |       |
| 2018–2019 | Ojitos hechiceros 2: Un amor a prueba de todo | Berenice García Tinoco de López / Vda. de Gallardo | Rol principal                         |       |
| 2019      | En la piel de Alicia                          | Ana Pacheco Ortiz Vda. de Hipólito                 | Rol principal                         |       |
| 2020      | La rosa de Guadalupe: Perú                    | Profesora Elsa                                     | Rol antagónico principal (1 episodio) | [ 2 ] |
| 2020      | La otra orilla                                | Yolanda Pacheco de Salazar                         | Rol secundario                        |       |
| 2021–2022 | Luz de luna                                   | Yolanda Ruiz de Mujica Vda. de Zárate              | Rol principal                         |       |
| 2021      | Los otros libertadores                        | Melchora Balandra                                  | Rol secundario                        |       |
| 2022      | Luz de luna 2: Canción para dos               | Yolanda Ruiz de Mujica Vda. de Zárate              | Rol principal                         |       |
| 2022      | Al fondo hay sitio                            | Pasajera                                           | Spot televisivo                       | [ 3 ] |
| 2023      | Luz de luna 3                                 | Yolanda Ruiz de Mujica Vda. de Zárate              | Rol principal                         |       |

#### Programas
| Año       | Título                     | Rol        | Notas             | Ref. |
| --------- | -------------------------- | ---------- | ----------------- | ---- |
| 2000–2001 | Mucho Gusto                | Ella misma | Presentadora      |      |
| 2021      | El reventonazo de la chola | Ella misma | Invitada especial |      |
| 2022      | El reventonazo de la chola | Ella misma | Invitada especial |      |

### Cine
| Año  | Título                   | Personaje                                 | Notas                     | Ref.  |
| ---- | ------------------------ | ----------------------------------------- | ------------------------- | ----- |
| 1999 | Coraje                   | Terrorista 3                              | Rol antagónico secundario |       |
| 2003 | Paloma de Papel          | Domitila                                  | Rol secundario            | [ 4 ] |
| 2003 | Ojos que no ven          | Tramitadora                               | Rol secundario            |       |
| 2006 | Mariposa negra           | Aida                                      | Rol de invitada especial  |       |
| 2008 | Danzak                   | Madre                                     | Cortometraje              |       |
| 2009 | Tarata                   | Rosa (Empleada doméstica de los Valdivia) | Rol secundario            |       |
| 2012 | Lima 13                  | Sandra                                    |                           |       |
| 2013 | El evangelio de la carne | Madre de Hooligan                         | Rol secundario            |       |
| 2013 | Quizás mañana            | Rosa, la vendedora ambulante              | Rol secundario            |       |
| 2015 | Magallanes               | Señora Ana "Anita"                        | Rol secundario            |       |
| 2015 | Rosa Chumbe              | Rosa Chumbe                               | Rol protagónico           |       |
| 2015 | Con amor, Ivana          | Madre                                     | Cortometraje              |       |
| 2015 | Pueblo Viejo             | Segunda                                   | Rol secundario            |       |
| 2015 | The debt                 | Sandra                                    |                           |       |
| 2017 | Aj! Zombies              | "Santitos"                                |                           |       |
| 2017 | Naomi Reise              | Elena                                     |                           |       |
| 2018 | La revelación            | Socorro                                   | Cortometraje              |       |
| 2023 | El Caso Monroy           | Lucy                                      |                           |       |

## Teatro
| Año  | Título                          | Personaje       | Notas          | Ref. |
| ---- | ------------------------------- | --------------- | -------------- | ---- |
| 1995 | El Día De La Luna               |                 |                |      |
| 1996 | Tres Amores Postmodernos        |                 |                |      |
| 2001 | La Moral de la Señora Duiska    |                 |                |      |
| 2004 | El Último Barco                 |                 |                |      |
| 2009 | Caricias                        |                 |                |      |
| 2009 | Occidente                       |                 |                |      |
| 2016 | Una Mañana Cualquiera           |                 |                |      |
| 2016 | La Institutriz                  |                 |                |      |
| 2018 | Ojitos hechiceros: El musical   | Berenice García | Rol secundario |      |
| 2019 | Ojitos hechiceros 2: El musical | Berenice García | Rol secundario |      |
| 2021 | Luz de luna: El musical         | Yolanda Ruiz    | Rol secundario |      |
| 2021 | Luz de luna: El amor es todo    | Yolanda Ruiz    | Rol secundario |      |
| 2022 | Luz de luna 2: El concierto     | Yolanda Ruiz    | Rol secundario |      |
| 2022 | Luz de luna: La aventura        | Yolanda Ruiz    | Rol secundario |      |

## Premios y nominaciones
| Año  | Premio                                                        | País      | Trabajo        | Categoría                                      | Resultado | Ref.  |
| ---- | ------------------------------------------------------------- | --------- | -------------- | ---------------------------------------------- | --------- | ----- |
| 2016 | BAFICI                                                        | Argentina | Rosa Chumbe    | Mejor actriz (Selección Oficial Internacional) | Ganadora  | [ 5 ] |
| 2016 | DIVA Film Fest                                                | Chile     | Rosa Chumbe    | Mejor actriz                                   | Ganadora  | [ 6 ] |
| 2017 | Festival de Cine de Fuengirola                                | España    | Rosa Chumbe    | Mejor actriz                                   | Ganadora  | [ 7 ] |
| 2017 | Premios Luces de El Comercio                                  | Perú      | Rosa Chumbe    | Mejor actriz de cine                           | Nominada  | [ 8 ] |
| 2017 | Premios Luces de El Comercio                                  | Perú      | Solo una madre | Mejor actriz de TV                             | Nominada  |       |
| 2018 | Premios APRECI (Asociación Peruana de Prensa Cinematográfica) | Perú      | Rosa Chumbe    | Mejor actriz                                   | Ganadora  | [ 9 ] |